# 10203 Flinders
10203 Flinders este un asteroid din centura principală de asteroizi.

## Descriere
10203 Flinders este un asteroid din centura principală de asteroizi. A fost descoperit pe 1 august 1997 la Woomera de Frank B. Zoltowski. El prezintă o orbită caracterizată de o semiaxă mare de 2,20 ua, o excentricitate de 0,08 și o înclinație de 4,7° în raport cu ecliptica.